# Lee Fogolin (hockey sur glace, 1955)
Pour les articles homonymes, voir Lee Fogolin et Fogolin.
Lee Joseph Fogolin Jr. (né le 15 février 1955 à Chicago, Illinois aux États-Unis) a grandi à Thunder Bay en Ontario est un joueur professionnel canadien de hockey sur glace. Il possède aussi la nationalité américaine.

## Carrière de joueur
Fils de l'ancien hockeyeur Lee Fogolin, il fut repêché par les Sabres de Buffalo en 1974. Il débuta aussitôt sa carrière l'année suivante avec ces mêmes Sabres. Il y joua quelques saisons sans toutefois mériter les grands honneurs.
Lors de l'arrivée de quatre équipes de l'Association mondiale de hockey en 1979, la Ligue nationale de hockey tint un repêchage d'expansion pour ces équipes. Les Oilers d'Edmonton le sélectionnèrent lors de ce repêchage. Il joua huit saisons avec les Oilers, les aidant à remporter deux Coupe Stanley et fut même invité à participer au Match des étoiles de la Ligue nationale de hockey en 1986. Il termina sa carrière au terme de la saison 1986-1987 après un bref retour avec les Sabres.

## Statistiques

### En club
| Saison     | Équipe               | Ligue      |     | Saison régulière | Saison régulière | Saison régulière | Saison régulière | Saison régulière |   | Séries éliminatoires | Séries éliminatoires | Séries éliminatoires | Séries éliminatoires | Séries éliminatoires |
| Saison     | Équipe               | Ligue      | PJ  | B                | A                | Pts              | Pun              | PJ               | B | A                    | Pts                  | Pun                  |                      |                      |
| 1972-1973  | Marrs de Thunder Bay | OHA Jr.    | 55  | 5                | 21               | 26               | 132              | -                | - | -                    | -                    | -                    |                      |                      |
| 1973-1974  | Marrs de Thunder Bay | OHA Jr.    | 47  | 7                | 19               | 26               | 108              | -                | - | -                    | -                    | -                    |                      |                      |
| 1974-1975  | Sabres de Buffalo    | LNH        | 50  | 2                | 2                | 4                | 59               | 8                | 0 | 0                    | 0                    | 6                    |                      |                      |
| 1975-1976  | Bears de Hershey     | LAH        | 20  | 1                | 8                | 9                | 61               | -                | - | -                    | -                    | -                    |                      |                      |
| 1975-1976  | Sabres de Buffalo    | LNH        | 58  | 0                | 9                | 9                | 64               | 9                | 0 | 4                    | 4                    | 23                   |                      |                      |
| 1976-1977  | Sabres de Buffalo    | LNH        | 71  | 3                | 15               | 18               | 100              | 4                | 0 | 0                    | 0                    | 2                    |                      |                      |
| 1977-1978  | Sabres de Buffalo    | LNH        | 76  | 0                | 23               | 23               | 98               | 6                | 0 | 2                    | 2                    | 23                   |                      |                      |
| 1978-1979  | Sabres de Buffalo    | LNH        | 74  | 3                | 19               | 22               | 103              | 3                | 0 | 0                    | 0                    | 4                    |                      |                      |
| 1979-1980  | Oilers d'Edmonton    | LNH        | 80  | 5                | 10               | 15               | 104              | 3                | 0 | 0                    | 0                    | 4                    |                      |                      |
| 1980-1981  | Oilers d'Edmonton    | LNH        | 80  | 13               | 17               | 30               | 139              | 9                | 0 | 0                    | 0                    | 12                   |                      |                      |
| 1981-1982  | Oilers d'Edmonton    | LNH        | 80  | 4                | 25               | 29               | 154              | 5                | 1 | 1                    | 2                    | 14                   |                      |                      |
| 1982-1983  | Oilers d'Edmonton    | LNH        | 72  | 0                | 18               | 18               | 92               | 16               | 0 | 5                    | 5                    | 26                   |                      |                      |
| 1983-1984  | Oilers d'Edmonton    | LNH        | 80  | 5                | 16               | 21               | 125              | 19               | 1 | 4                    | 5                    | 23                   |                      |                      |
| 1984-1985  | Oilers d'Edmonton    | LNH        | 79  | 4                | 14               | 18               | 126              | 18               | 3 | 1                    | 4                    | 16                   |                      |                      |
| 1985-1986  | Oilers d'Edmonton    | LNH        | 80  | 4                | 22               | 26               | 129              | 8                | 0 | 2                    | 2                    | 10                   |                      |                      |
| 1986-1987  | Oilers d'Edmonton    | LNH        | 35  | 1                | 3                | 4                | 17               | -                | - | -                    | -                    | -                    |                      |                      |
| 1986-1987  | Sabres de Buffalo    | LNH        | 9   | 0                | 2                | 2                | 8                | -                | - | -                    | -                    | -                    |                      |                      |
| Totaux LNH | Totaux LNH           | Totaux LNH | 924 | 44               | 195              | 239              | 1 318            | 108              | 5 | 19                   | 24                   | 173                  |                      |                      |

### En équipe nationale
| Année | Équipe     | Compétition  |   | PJ | B | A | Pts | Pun |  | Résultant |
| 1976  | États-Unis | Coupe Canada | 2 | 0  | 0 | 0 | 6   |     |  |           |

## Trophées et honneurs personnels
- Ligue nationale de hockey
  - 1984 et 1985 : remporta la Coupe Stanley avec les Oilers d'Edmonton
  - 1986 : participation au Match des étoiles de la Ligue nationale de hockey

## Transactions en carrière
- 13 juin 1979 : réclamé par les Oilers d'Edmonton des Sabres de Buffalo lors du repêchage d'expansion de 1979.
- 6 mars 1987 : échangé aux Sabres de Buffalo par les Oilers d'Edmonton avec Mark Napier et un choix du 4e tour (John Bradley) lors du repêchage d'entrée dans la LNH en 1987 en retour de Normand Lacombe, Wayne Van Dorp et d'un choix du 4e tour (Peter Eriksson) lors du repêchage d'entrée dans la LNH en 1987.

## Parenté dans le sport
- Fils du joueur, Lee Fogolin.
- Père du joueur Michael Fogolin.